# Maja Storck
Maja Storck (ur. 8 października 1998 w Münchenstein) – szwajcarska siatkarka pochodzenia polskiego, reprezentantka kraju, grająca na pozycji atakującej.
Jej matka jest Polką.

## Sukcesy klubowe
Liga szwajcarska:
- 2016, 2017, 2018

Liga niemiecka:
- 2021

Superpuchar Niemiec:
- 2021

Puchar Challenge:
- 2023[8]